# Frederick Ziervogel Van der Merwe
Frederick Ziervogel Van der Merwe ( 10 de diciembre de 1894 - 2 de enero de 1968) fue un médico, y botánico aficionado sudafricano.

## Biografía
En 1920, se diplomó en medicina en el Trinity College (Dublín). Galardonado con el DTM por la Universidad de Liverpool, 1921. PhD Universidad de Witwatersrand, 1930.
Fue inspector médico de escuelas en el Transvaal y Natal.

## Algunas publicaciones
- 1958. Suid-Afrikaanse Musiekbibliografie 410 pp.

- 1952. Voorlopige geneeskundige woordelys. Con Hermann Otto Mönnig, Jan Daniel Louw. Ed. S.A. Akademie vir Wetenskap en Kuns, Fakulteit vir Natuurwetenskap en Tegniek, 512 pp.

- 1943. Flowering Plants of South Africa 23, tabla 904

- 1935. Mediese Woordeboek (con J. Louw)

## Honores y membresías

### Epónimos
Especies (11 registros)
- (Euphorbiaceae)Euphorbia vandermerwei R.A.Dyer[4]

- (Hyacinthaceae)Eucomis vandermerwei I.Verd.[5]

- (Iridaceae)Gladiolus vandermerwei (L.Bolus) Goldblatt & M.P.de Vos[6]

- La abreviatura «Van der Merwe» se emplea para indicar a Frederick Ziervogel Van der Merwe como autoridad en la descripción y clasificación científica de los vegetales.[7]